# My Place
My Place è un brano del rapper statunitense Nelly, pubblicato il 27 settembre 2004 come singolo estratto dall'album Suit. Vi ha partecipato il cantante R&B Jaheim.

## Descrizione
Le liriche sono essenzialmente centrate sull'invito del cantante a una ragazza a visitare il luogo in cui vive.
My Place campiona leggermente il brano I Like It del gruppo DeBarge, e Come Go Wit' Me di Teddy Pendergass nel ritornello.

## Videoclip
Il videoclip è stato diretto da Benny Boom e inizia dall'ultima scena di quello del precedente singolo Flap Your Wings: Nelly è sorpreso dalla sua ragazza a corteggiarne un'altra, e cerca quindi di rimediare.

## Accoglienza
Negli Stati Uniti la canzone ha raggiunto la posizione n.4 nella chart Billboard Hot 100 e in Australia, Regno Unito e Nuova Zelanda la n.1. In questi ultimi paesi è stata pubblicata insieme a Flap Your Wings.

## Classifiche

### Classifiche di fine anno
| Classifica (2004)                                                               | Posizione massima |
| ------------------------------------------------------------------------------- | ----------------- |
| Billboard Hot 100 (USA)                                                         | 4                 |
| Billboard Hot R&B/Hip-Hop Songs (USA)                                           | 4                 |
| Billboard Hot Rap Tracks (USA)                                                  | 2                 |
| ARIA Singles Chart (Australia) [PUBBLICAZIONE ASSIEME A "FLAP YOUR WINGS"]      | 1                 |
| RIANZ Singles Chart (Nuova Zelanda) [PUBBLICAZIONE ASSIEME A "FLAP YOUR WINGS"] | 1                 |
| Official Singles Chart (UK) [PUBBLICAZIONE ASSIEME A "Flap Your Wings"]         | 1                 |
| Irish Singles Chart (Irlanda) [PUBBLICAZIONE ASSIEME A "FLAP YOUR WINGS"]       | 2                 |
| Belgium Singles Top 50 (Belgio) [PUBBLICAZIONE ASSIEME A "FLAP YOUR WINGS"]     | 17                |
| World Singles Top 40                                                            | 1                 |
| Dutch Top 40 (Paesi Bassi)                                                      | 2                 |
| Swiss Singles Top 100 (Svizzera)                                                | 5                 |
| Italy Singles Top 50 (Italia)                                                   | 6                 |
| Denmark Singles Top 40 (Danimarca)                                              | 8                 |
| Germany Singles Top 100 (Germania)                                              | 8                 |
| Norway Sigles Top 20 (Norvegia)                                                 | 11                |
| Sweden Singles Top 60 (Svezia)                                                  | 18                |
| Austria Singles Top 75 (Austria)                                                | 20                |
| France Sigles Top 100 (Francia)                                                 | 28                |